# وجه تمنایی
وجه تمنایی یا وجه آرزومندی وجهی از فعل است که بیان‌کنندهٔ درخواست و تمنا است. وجه تمنایی در فارسی با واژهٔ «کاش» و مترادف‌های آن مثل «امیدوارم، آرزو دارم، مایلم، کاشکی و . . .» همراه است.
دعا یکی از گونه‌های وجه تمنایی است.